# Femme de Loth

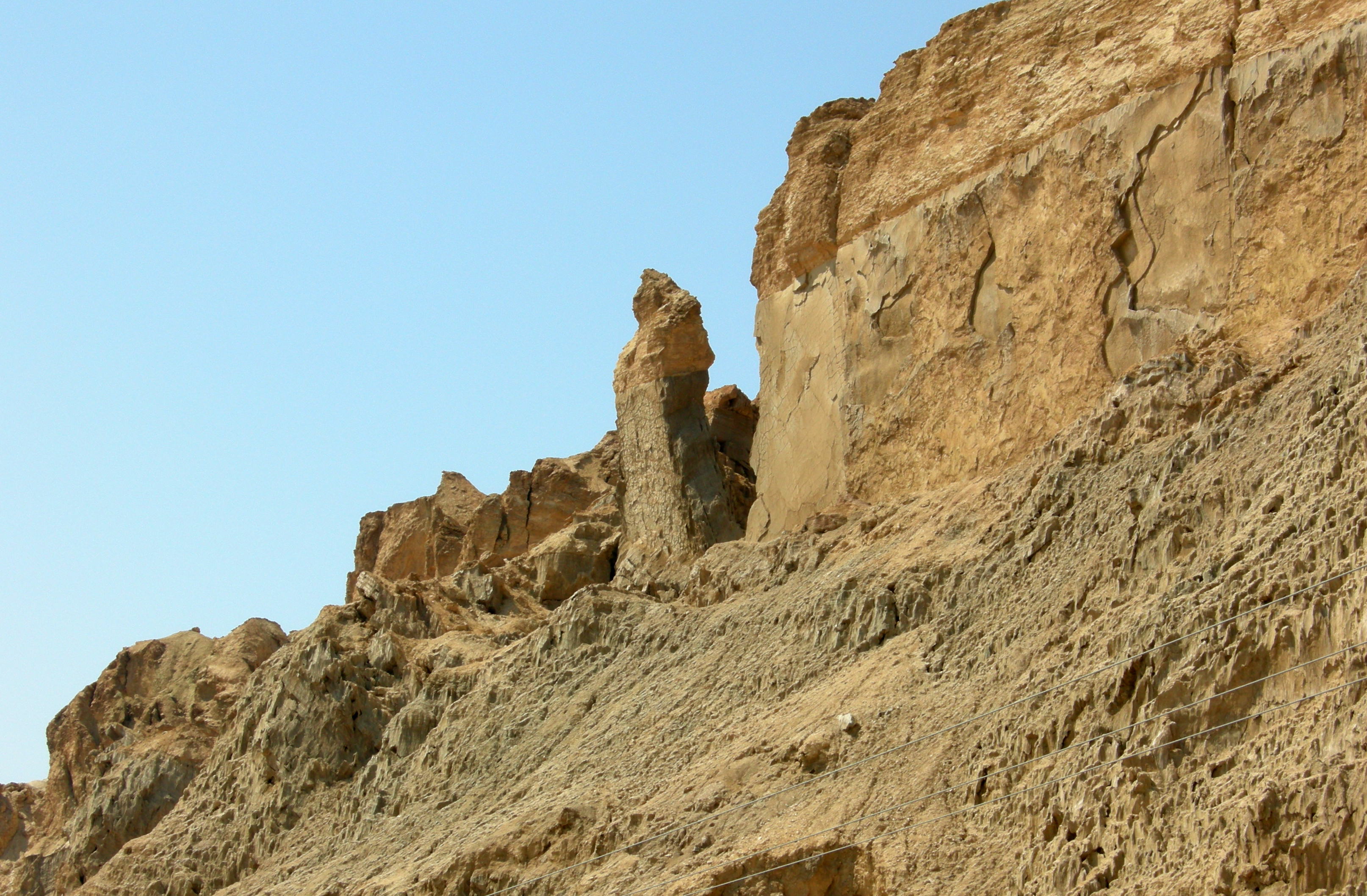
« La Femme de Loth » sur le, Jordanie.

Dans la Bible, la femme de Loth est une figure présente dans le Livre de la Genèse qui décrit sa transformation en statue de sel après qu'elle eut regardé en arrière vers Sodome (Genèse 19:26). Elle est appelée « Ado » ou « Édith » dans certaines traditions juives, mais n'est pas nommée dans la Bible. Elle est également mentionnée dans les livres deutérocanoniques, dans le Livre de la Sagesse (10:7) ainsi que dans le Nouveau Testament à Luc 17:32.

## Récit de la Genèse

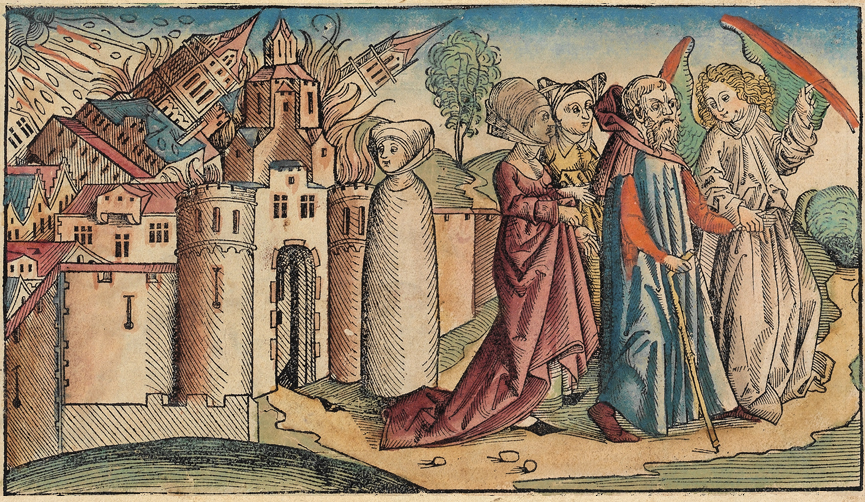
Sodome et Gomorrhe, motif de la Chronique de Nuremberg par Hartmann Schedel, 1493. La femme de Loth est visible au centre, déjà transformée en une statue de sel.

Le récit de la femme de Loth dans la Genèse commence après l'arrivée de deux anges à Sodome, au soir, où ils ont été invités à passer la nuit dans la maison de Loth. À l'aube, les anges l'exhortèrent à fuir avec sa famille, afin d'éviter la catastrophe imminente qui allait châtier la ville. Loth tarda à partir, si bien que les anges prirent sa main ainsi que celles de sa femme et de ses filles, et les firent sortir de la ville, en leur intimant l'ordre suivant : « Fuyez pour sauver votre vie ! Ne regardez pas derrière vous, et ne vous arrêtez pas n'importe où dans la plaine ; fuyez vers les collines, de peur d'être emportés. »:465. Loth refusa de fuir vers les collines et demanda l'asile dans une petite ville à proximité, connue sous le nom de Zoar, qui accepta cette demande. Voyageant derrière son mari, la femme de Loth regarda en arrière vers Sodome, et fut changée en une statue de sel:466.

## Composition
Le verbe hébreu utilisé pour désigner l'action de la femme de Loth « regarder » est traduit par תבט, tāḇeṭ. Un verbe distinct est utilisé pour désigner l'action d'Abraham « regarder » , qui se traduit alors par שקף, šāqap (18:16):49.

## Traductions géologiques

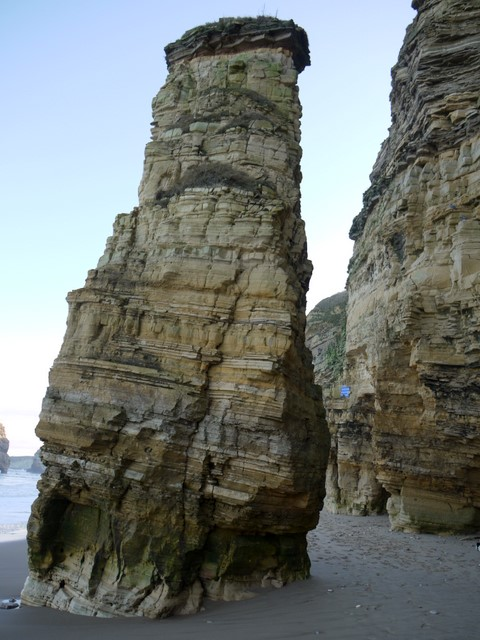
Un stack baptisé « La femme de Loth » à Marsden Bay.

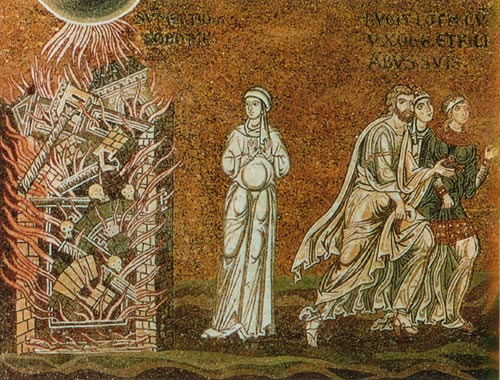
La destruction de Sodome ; la fuite de Loth et de ses filles ; mosaïque de la cathédrale de Monreale

L'histoire de la femme de Loth semble être en partie fondée sur une légende populaire qui explique l'existence d'une structure géologique.
Un pilier de sel nommé « la femme de Loth » est situé près de la mer Morte sur le mont Sodome (en) en Jordanie. La Mishna stipule qu'une bénédiction doit être déclamée à l'endroit où se trouve cette structure de sel:467. D'autres piliers se trouveraient du côté de la mer Rouge ainsi que près du mur de Jéricho (en):467,.
L'historien juif Flavius Josèphe prétend avoir vu la statue de sel en laquelle fut changée la femme de Loth. Son existence est également attestée par les premiers pères de l'Église Clément de Rome et Irénée.

## Commentaires du judaïsme
Dans le judaïsme, il est admis que la femme de Loth a été punie pour avoir désobéi aux instructions données par les anges. En se retournant vers Sodome elle aurait trahi ses inclinations secrètes pour le péché. Elle fut donc considérée comme indigne d'être sauvée, et fut transformée en statue de sel.
Une autre thèse, présente dans l'exégèse juive de la Genèse 19:26, explique que la femme de Loth fut changée en statue de sel en se confrontant au regard de Dieu qui abattait alors sa colère sur Sodome et Gomorrhe:467. Par ailleurs, la femme de Loth se serait retournée afin de vérifier si ses filles, qui étaient mariées à des habitants de Sodome la suivaient bien:467.
Une autre légende juive raconte que la femme de Loth fut punie par le sel parce qu'elle avait péché avec le sel. Lorsque les deux anges vinrent rendre visite à Loth, ce dernier demanda à sa femme de leur préparer un repas. N'ayant pas de sel sous la main, celle-ci alla en demander à ses voisins, ce qui les renseigna sur la présence des anges, et ce qui entraîna une émeute qui mit la famille de Loth en danger:467.
Dans le Midrash, la femme de Loth porte le nom d'Édith:466.

## Autres références bibliques
La femme de Loth est présente dans le Livre de la Sagesse (10:7), elle est par ailleurs mentionnée par Jésus dans l'Évangile selon Luc (17:32) lorsqu'il prévient ses disciples de la difficulté des temps à venir, lors du retour du Fils de l'Homme ; il leur dit de se souvenir de la femme de Loth comme une admonition les engageant à ne pas se détourner de la foi.